# ナミダカワウツボ
ナミダカワウツボ（涙川鱓、Echidna rhodochilus）は、ウツボ科に属する淡水魚の一種。西表島にのみ生息している。

## 分布
日本国内では西表島の浦内川のみに分布する。国外では、フィリピン、インドネシア、フィジー諸島など西部太平洋・インド洋の熱帯域に分布する。

## 形態
成魚の全長は30cm。胸鰭条数は15～21、脊椎骨数は118～123。眼の周囲は白く縁取られ、眼から下顎にかけて白色斑があるため、涙を流しているように見えることから、この和名がついた。体は縁褐色で、斑紋はない。前上顎骨板の歯は2～3列に並ぶ。

## 生態
マングローブ湿地が発達する河口のやや開けた汽水域に生息し、岩の亀裂、死サンゴの下、土管の中に潜んでいる。生活環については明らかにされていないが、稚魚・幼魚は海域でレプトセファルスとして過ごす両側回遊または降河回遊を行うと考えられている
。顎歯の形状から、甲殻類を中心とした小動物を捕食すると思われている。

## 利用
ペットとしても販売されており、飼育下では小魚も食べる。

## 保全状況
浦内川河口域では生活排水がもたらすヘドロの堆積により還元層が発達し、生息環境が悪化している。そのため、個体数は非常に少なく、絶滅危惧ⅠA類に指定されている。
絶滅危惧IA類 (CR)（環境省レッドリスト）